# 4:13 Dream
4:13 Dream — тринадцятий студійний альбом англійського рок-гурту The Cure, випущений 27 жовтня 2008 року лейблами Suretone та Geffen Records. Його продюсерами стали Роберт Сміт та Кіт Уддін.
Альбому передували чотири сингли, які випускалися 13-го числа кожного місяця, починаючи з травня, коли вийшла пісня «The Only One» і закінчуючи серпнем із піснею «The Perfect Boy». У вересні, також 13-го числа, гурт випустив мініальбом із реміксами під назвою Hypnagogic States (2008), до якого увійшли ремікси від Fall Out Boy та Thirty Seconds to Mars. Це був останній альбом гурту з оригінальним матеріалом до виходу Songs of a Lost World (2024).
Альбом отримав неоднозначні відгуки критиків; багато хто вважав, що він надто схожий на попередні роботи гурту.

## Список копозицій
Автор музики і слів The Cure. 
| #   | Назва                          | Тривалість |
| --- | ------------------------------ | ---------- |
| 1.  | «Underneath the Stars»         | 6:17       |
| 2.  | «The Only One»                 | 3:57       |
| 3.  | «The Reasons Why»              | 4:35       |
| 4.  | «Freakshow»                    | 2:30       |
| 5.  | «Sirensong»                    | 2:22       |
| 6.  | «The Real Snow White»          | 4:43       |
| 7.  | «The Hungry Ghost»             | 4:29       |
| 8.  | «Switch»                       | 3:44       |
| 9.  | «The Perfect Boy»              | 3:21       |
| 10. | «This. Here and Now. With You» | 4:06       |
| 11. | «Sleep When I'm Dead»          | 3:51       |
| 12. | «The Scream»                   | 4:37       |
| 13. | «It's Over»                    | 4:16       |

## Склад учасників
The Cure
- Роберт Сміт – вокал, гітара, бас-гітара, клавішні
- Порл Томпсон – гітара
- Саймон Геллап – бас-гітара
- Джейсон Купер – ударні, лупи

## Чарти
| Чарт (2008)                                          | Найвища позиція |
| ---------------------------------------------------- | --------------- |
| Австралія Australian Albums (ARIA)                   | 30              |
| Австрія Austrian Albums (Ö3 Austria)                 | 28              |
| Бельгія Belgian Albums (Ultratop Flanders)           | 23              |
| Бельгія Belgian Albums (Ultratop Wallonia)           | 10              |
| Данія Danish Albums (Hitlisten)                      | 19              |
| Нідерланди Dutch Albums (MegaCharts)                 | 38              |
| Франція French Albums (SNEP)                         | 8               |
| Німеччина German Albums (Offizielle Top 100)         | 21              |
| Ірландія Irish Albums (IRMA)                         | 46              |
| Італія Italian Albums (FIMI)                         | 8               |
| Нова Зеландія New Zealand Albums (Recorded Music NZ) | 32              |
| Норвегія Norwegian Albums (VG-lista)                 | 17              |
| Польща Polish Albums (ZPAV)                          | 9               |
| Шотландія Scottish Albums (OCC)                      | 52              |
| Іспанія Spanish Albums (PROMUSICAE)                  | 13              |
| Швеція Swedish Albums (Sverigetopplistan)            | 36              |
| Швейцарія Swiss Albums (Schweizer Hitparade)         | 15              |
| Велика Британія UK Albums (OCC)                      | 33              |
| США Billboard 200                                    | 16              |
| США Top Alternative Albums (Billboard)               | 4               |
| США Top Rock Albums (Billboard)                      | 6               |
| США Top Tastemaker Albums (Billboard)                | 2               |